# Bugatti Divo
Divo é um supercarro produzido pela fabricante automobilística francesa Bugatti Automobiles. O carro recebeu o nome do piloto francês Albert Divo, que correu pela Bugatti na década de 1920, vencendo a corrida Targa Florio duas vezes. Foi revelado em 24 de agosto de 2018 no "The Quail – A Motorsports Gathering" na Califórnia, Estados Unidos.

## Especificações
O carro se inspira no Bugatti Type 57SC Atlantic junto com o conceito Bugatti Vision Gran Turismo em termos de design e tem como foco principal o desempenho em pista. O carro inclui um sistema de escape redesenhado com tubos de escape quádruplos, uma asa traseira fixa de 1,8 metros de largura — 23% mais larga que a asa retrátil do Bugatti Chiron —, um duto NACA no teto que canaliza o ar para a parte traseira do carro em uma central aleta e, finalmente, na asa traseira para downforce aprimorado, um grande spoiler dianteiro, saias laterais mais refinadas, entradas de ar maiores na frente, novos faróis dianteiros e traseiros, uma abertura no capô para melhor resfriamento do radiador e aberturas na frente cavas das rodas para resfriar os freios.
O interior do Divo é relativamente semelhante ao mais luxuoso Chiron, mas tem estofamento Alcantara e acabamento em fibra de carbono para economizar peso. Outras mudanças notáveis incluem molas e amortecedores mais rígidos, palhetas do limpador e cobertura do intercooler em fibra de carbono, raios das rodas ranhurados, isolamento acústico reduzido, sistema de som mais leve e remoção dos armários de armazenamento presentes nas portas e console central para uma economia de peso de 35 kg sobre o Chiron Sport. O motor, uma unidade W16 com quatro turbos, é retido do Chiron junto com a transmissão de dupla embreagem de 7 velocidades.

## Produção
A produção do Divo é limitada a 40 unidades e o carro será construído ao lado do Chiron na fábrica da Bugatti. Todos os 40 carros foram pré-vendidos antes da estreia pública para os proprietários do Chiron por meio de um convite especial dos revendedores. O Bugatti Divo esgotou em seu primeiro dia de disponibilidade. Em abril de 2020, o Divo entrou em sua fase final de testes com as entregas começando no final do ano. O primeiro carro foi entregue em agosto de 2020. Em 23 de julho de 2021 foi produzido o último Bugatti Divo.